# دينيسي هوب
دينيسي هوب (بالإنجليزية: Dean Hopp)‏ هو لاعب اتحاد الرغبي جنوب أفريقي، ولد في 7 سبتمبر 1982 في Heidelberg, Western Cape ‏ في جنوب أفريقيا.